# F/X2, effets très spéciaux
Série
F/X, effet de choc
(1986)
Pour plus de détails, voir Fiche technique et Distribution.
F/X2, effets très spéciaux (F/X 2) est un film américain réalisé par Richard Franklin et sorti en 1991. C'est la suite du film F/X, effets de choc, sorti en 1986.

## Synopsis
L'expert en effets spéciaux Rollie Tyler est contacté par l'ex-mari de sa petite amie, un policier, qui a besoin de ses services et de ses compétences pour l'aider à attraper un tueur en série. Mais le policier est tué et Rollie suspecte des policiers corrompus. Il appelle alors son ami Leo McCarthy. Rollie est également menacé par un tueur qui souhaite le faire disparaître…

## Fiche technique
Sauf indication contraire, les informations mentionnées dans cette section peuvent être confirmées par la base de données cinématographiques IMDb,  présente dans la section « Liens externes ».
- Titre français : F/X2, effets très spéciaux
- Titre original : F/X 2
- Titre anglophone alternatif : F/X 2: The Deadly Art of Illusion
- Réalisation : Richard Franklin
- Scénario : Bill Condon
- Musique : Lalo Schifrin
- Photographie : Victor J. Kemper
- Montage : Andrew London
- Production : Dodi Al-Fayed, Jack Wiener, Bryan Brown (exécutif), Lee R. Mayes (exécutif)
- Sociétés de production : Orion Pictures et Dodi Fayed - Jack Wiener
- Sociétés de distribution : Orion Pictures (États-Unis), Columbia TriStar Films (France)
- Pays de production :  États-Unis
- Langue originale : anglais
- Format : 1.85:1 - 35 mm - Dolby
- Genre : policier, thriller
- Dates de sortie[1] : 
  - États-Unis : 10 mai 1991
  - France : 17 juillet 1991
- Affiche : Bill Gold (États-Unis)

## Distribution
- Bryan Brown (VF : Georges Claisse) : Roland « Rollie » Tyler
- Brian Dennehy (VF : Claude Brosset) : Leo McCarthy
- Rachel Ticotin (VF : Joëlle Brover) : Kim Brandon
- Philip Bosco (VF : Pierre Hatet) : le lieutenant Ray Silak
- Joanna Gleason (VF : Pauline Larrieu) : Liz Kennedy
- Kevin J. O'Connor (VF : Éric Legrand) : Matt Neely
- Tom Mason (VF : Jean-Luc Kayser) : Mike Brandon
- Dominic Zamprogna : Chris Brandon
- Jossie DeGuzman : Marisa Velez
- John Walsh : Rado
- Peter Boretski : Carl Becker
- Lisa Fallon : Kylie
- Lee Broker : DeMarco
- Philip Akin : l'inspecteur McQuay
- Tony De Santis : l'inspecteur Santoni

## Production
Le tournage a lieu d'avril à juillet 1990. Il se déroule à Toronto au Canada, en Californie (Los Angeles, Universal Studios), à New York et à Rome.

## Autour du film
- Le film est produit par Dodi Al-Fayed, célèbre pour sa relation avec Lady Di. Il a également produit des films comme Les Chariots de feu, Breaking Glass, Hook ou la Revanche du Capitaine Crochet ou Les Amants du nouveau monde et bien sûr F/X, effets de choc.
- En 1996, une série télévisée adaptée des deux films verra le jour : FX, effets spéciaux. Elle durera deux saisons.
- Dans une scène, Rollie appelle Chris par téléphone. Chris est en train de regarder un film qui n'est autre que F/X, effets de choc[3].